# Карињан
Карињан (фр. Carignan) је насељено место у Француској у региону Шампањ-Арден, у департману Ардени.
По подацима из 2011. године у општини је живело 3047 становника, а густина насељености је износила 217,49 становника/km².

## Демографија
| 1962. | 1968. | 1975. | 1982. | 1990. | 2011. |
| ----- | ----- | ----- | ----- | ----- | ----- |
| 3.403 | 3.674 | 3.724 | 3.646 | 3.359 | 3.047 |